# Sara Fletcher
 (mars 2019).
Si vous disposez d'ouvrages ou d'articles de référence ou si vous connaissez des sites web de qualité traitant du thème abordé ici, merci de compléter l'article en donnant les références utiles à sa vérifiabilité et en les liant à la section « Notes et références ».
Sara Fletcher est une actrice américaine.

## Biographie
Elle est née Sara Rebrovic, elle a grandi dans Ohio. Elle a étudié à l'Université de l'Indiana, puis elle est partie à Los Angeles étudier au Collège Pierce de Los Angeles.

## Filmographie
| Année | Titre                                   | Rôle             | Notes |
| ----- | --------------------------------------- | ---------------- | ----- |
| 2008  | Anatomy of a Socially Awkward Situation | Sara             | court |
| 2010  | A Numbers Game                          | Jessica          |       |
| 2010  | The Hammer                              | Rachel           |       |
| 2010  | iCrime                                  | Carrie Kevin     |       |
| 2011  | A Dream Within a Dream                  | Linda            | Vidéo |
| 2012  | Post-It                                 | Hot Girl         | court |
| 2012  | The Secret Keeper                       | aussi            | court |
| 2013  | Beyond the Mat                          | Jennifer Sanders |       |
| 2013  | Hansel & Gretel                         | Jane             | Vidéo |
| 2013  | 4Closed                                 | Deputy Hendrix   | Vidéo |
| 2013  | Big Plans                               | Actrice          | court |
| 2013  | One Day                                 | Beatrice         | court |
| 2014  | The Trail's End                         | Bonnie           | court |
| 2014  | Precipitation                           | Sara             | court |
| 2014  | Moral Code                              | Lisa             | court |

### Television
| Année | Titre                         | Rôle                      | Notes                                                          |
| ----- | ----------------------------- | ------------------------- | -------------------------------------------------------------- |
| 2008  | Movie Mob                     | Host                      | Several Episodes                                               |
| 2008  | Monk                          |                           | Episodes "Mr. Monk Gets Lotto Fever"                           |
| 2008  | Jimmy Kimmel Live!            | Sign Language Interpreter | Episode: 6                                                     |
| 2008  | Merry Christmas, Drake & Josh | Sandy                     | TV Movie                                                       |
| 2009  | Secret Girlfriend             | Jessical                  | 12 Episodes                                                    |
| 2010  | Hitched                       | Rachel                    | Pilote                                                         |
| 2011  | Perfect Couples               | Katie Cooper              | Episode: "Perfect Jealousy"                                    |
| 2011  | Friends with Benefits         | Mia                       | Episode: "The Benefit of the Right Track"                      |
| 2012  | The Glades                    | Erica Sims                | Episode: "Longworth's Anatomy"                                 |
| 2012  | Family Guy                    | Kate / Actress (voice)    | Two Episodes: "The Blind Side" / "Lois Comes Out of Her Shell" |
| 2013  | Grimm                         | Sarah Mahario             | Episode: "One Night Stand"                                     |
| 2014  | One Love                      | Mia Winter                | Série                                                          |
| 2017  | NCIS Los Angeles              | Cheryl                    | Episode 19 de la saison 8                                      |
| 2018  | NCIS : Enquêtes spéciales     | Louise Cabrisio           | Episode 20 de la saison 15: "Sight Unseen"                     |